# Xã Sheridan, Quận Crawford, Kansas
Xã Sheridan (tiếng Anh: Sheridan Township) là một xã thuộc quận Crawford, tiểu bang Kansas, Hoa Kỳ. Năm 2010, dân số của xã này là 1.451 người.